# Ordynacja proporcjonalna
Ordynacja proporcjonalna – sposób przeliczania głosów w wyborach (ordynacja wyborcza), mający w zamyśle proporcjonalnie oddawać w wybieranym gremium podziały (geograficzne lub polityczne) elektoratu (np. metoda Sainte-Laguë, metoda D’Hondta). Przeciwieństwem ordynacji proporcjonalnej jest ordynacja większościowa.

## Podział ordynacji proporcjonalnych
- Ze względu na liczbę okręgów:
  - Jednookręgowe – nieliczne kraje, z reguły o względnie małej populacji, np. Holandia, Izrael, Namibia.
  - Wielookręgowe
- Ze względu na liczbę mandatów:
  - Wielomandatowe
  - Jednomandatowe (australijski proporcjonalny głos alternatywny)
- Ze względu na metodę obliczania przydziału mandatu:
  - Zamkniętych list partyjnych – najczęściej z zastosowaniem metody d'Hondta lub metody Sainte-Laguë; stosowana w większości małych krajów europejskich gdzie występują okręgi wielomandatowe, a także w Polsce w wyborach do sejmu.
  - Pojedynczy głos przechodni (tzw. Single Transferable Vote; znany też jako metoda proporcjonalna Hare'a-Clarka lub Brytyjska Reprezentacja Proporcjonalna) – np. Irlandia, Malta
  - Proporcjonalna metoda głosu alternatywnego (jednomandatowe okręgi wyborcze z proporcjonalnym wyborem reprezentanta; ang. Proportional Single Seat Constituency) – Australia
  - Mieszany system proporcjonalny (Mixed Member Proportional System) – Niemcy, Rosja, Nowa Zelandia, Węgry, Boliwia, Wenezuela

## Zalety ordynacji proporcjonalnej
- w przypadku systemu zamkniętych list wyborczych występuje wysoka kolektywność wyborcza (brak możliwości głosowania na osobę). Dzięki temu zmniejsza się indywidualizm procedury wyborczej, co sprzyja większej władzy liderów partyjnych wewnątrz partii oraz klaryfikacji ideologii;
- wyborca zyskuje reprezentację w osobie przedstawiciela partii, do której należy popierany kandydat, nawet jeśli ten kandydat nie otrzymał mandatu (efekt ten występuje w największym stopniu w wielomandatowej ordynacji głosu przechodniego czyli Brytyjskiej Reprezentacji Proporcjonalnej, oraz w jednomandatowym Proporcjonalnym Głosie Alternatywnym; pojawia się także w systemie zamkniętych list wyborczych; choć w tym ostatnim proporcjonalność reprezentacji wobec preferencji wyborczych jest zmniejszona ze względu na progi wyborcze);
- przyczynienie się do zwycięstwa komitetu wyborczego popieranego kandydata, nawet jeśli kandydat ten osobiście nie uzyska mandatu - brak straconych głosów;

- proporcjonalność procedury wyborczej sprzyja szczerości głosu wyborczego (tzn. każdy głos jest wyrazem szczerej preferencji, nie zakłóconej obawą "głosu straconego" w Brytyjskiej Reprezentacji Proporcjonalnej oraz w proporcjonalnym głosie alternatywnym; w przypadku zamkniętych list wyborczych występuje mniejsza szczerość procesu głosowania, gdy stosowane są progi wyborcze ograniczające proporcjonalność tego systemu; w największym stopniu zjawisko "głosu straconego", czyli niskiej szczerości głosowania, występuje w większościowej metodzie jednomandatowej "pierwszy na mecie", gdzie często zdarza się, że zwolennicy mniej popularnych kandydatów w ostatniej chwili z obawy przed "utratą głosu" rezygnują z głosowania na słabszych kandydatów);

- listy kandydatów w systemie zamkniętych list partyjnych jasno reprezentują ideologię głoszoną przez lidera partyjnego;

- lider partii jest główną osobą, na której polega i którą rozlicza wyborca;

- ordynacje proporcjonalne umożliwiają partiom mniejszościowym dostęp do reprezentacji parlamentarnej (w przypadku głosu przechodniego w okręgach wielo- lub jednomandatowych zarówno, jak i w systemie zamkniętych list bez progów wyborczych), dzięki czemu spełnia się zasada inkluzji, która może być kluczowa dla wyższej efektywności polityki rządu w ugruntowanych demokracjach;

- występują korzyści z konieczności częstszego występowania koalicji (zarówno w zamkniętych listach partyjnych, jak i w wielo-, a także jednomandatowym głosie przechodnim);

- intensywne prowadzenie kampanii występuje we wszystkich okręgach (w podobnym stopniu w Brytyjskiej Reprezentacji Proporcjonalnej, jak i w zamkniętych listach wyborczych);

- dzięki ordynacjom proporcjonalnym umacnia się podział władzy między partiami i grupami interesu, co sprzyja jawności decyzji

- w wielomandatowej odmianie systemu głosu przechodniego (czyli w tzw. Brytyjskiej Ordynacji Proporcjonalnej), jak i w jednomandatowym proporcjonalnym głosie alternatywnym, wybór kandydatów jest bardziej proporcjonalny ze względu na głosowanie rangowe oraz brak progów (które zwykle pojawiają się w systemie zamkniętych list partyjnych Dhondt'a), co też bardziej usamodzielnia reprezentantów w potencjalnej konfrontacji z kierownictwem partii.

## Wady wielomandatowej ordynacji proporcjonalnej
- Uzyskiwanie mandatów przez kandydatów z małym, często nawet znikomym poparciem wyborców, ale należących do partii politycznych, które uzyskały dobry wynik w skali kraju oraz nieobejmowanie mandatów przez kandydatów, na których oddano dużą liczbę głosów, ale których partia nie przekroczyła progu wyborczego lub uzyskała słaby wynik w skali kraju (przykład: w wyborach parlamentarnych w Polsce w 2015 roku Zbigniew Gryglas otrzymał 1011 głosów, dostając się do sejmu dzięki dobremu wynikowi swojej partii, podczas gdy Barbara Nowacka, która uzyskała 75 813 głosów nie dostała się do Sejmu ze względu na nieprzekroczenie przez jej ugrupowanie progu wyborczego).
- według Davida Deutscha ordynacja proporcjonalna rozmywa odpowiedzialność wybranego rządu za jego działania; konieczność nawiązywania koalicji i szukania kompromisów z opozycją skutkuje konserwowaniem rozwiązań politycznych, których błędność nie ulega wątpliwości, ale ich zachowanie jest elementem targów politycznych między partią rządzącą a opozycją[1][2];
- osłabienie lojalności reprezentanta wobec wyborcy, zwiększenie lojalności wobec partii[3];
- rozczłonkowanie parlamentu (w celu zapobieżenia temu, tam gdzie dotyczy, stosuje się klauzulę zaporową);
- w nieustabilizowanych demokracjach, gdzie powstaje rozdrobniony politycznie parlament, może być bardzo trudno zbudować trwałą koalicję, zdolną do powoływania rządu;
- ułatwia zaistnienia partiom skrajnym, co może doprowadzić do ich włączenia do procesu demokratycznego;
- możliwość "zablokowania" prac parlamentu i rządu przez niekompatybilne koalicyjne i niekoherentne wizje polityczne pojedynczych partii trzymających większe partie w "szachu";
- trudności w stworzeniu spójnego programu rządu, bazującego zazwyczaj na siłach politycznych reprezentujących różne opcje;
- mniejsze partie mogą otrzymywać nieproporcjonalnie wyższy dostęp do władzy, niż wynikałoby z wyniku wyborczego, co wiąże się ich kluczowym znaczeniem dla uzyskania koalicyjnej większości parlamentarnej;
- niemożność odsunięcia partii od władzy – zdarza się, że duża partia jest ciągle obecna w rządach koalicyjnych, zmieniają się tylko jej koalicjanci;
- w większości ordynacji proporcjonalnych stosowanych na świecie nie wiadomo, kto reprezentuje dany okręg (słaba więź między regionem a przedstawicielem regionu);
- zasady podziału miejsc w parlamencie są często niezrozumiałe dla wyborców (najmniej zrozumiałe są wyniki z systemu głosu przechodniego)[3];
- w systemach z listami wyborczymi w dużym stopniu tracona jest cecha bezpośredniości wyborów[4];
- partie, które przekroczyły próg wyborczy, mogą uzyskiwać liczbę mandatów nieproporcjonalną do oddanych na nie głosów[5];

## Historia
Najstarszą ordynacją proporcjonalną jest Brytyjska Reprezentacja Proporcjonalna głosu przechodniego (ang. British Proportional Representation), z której korzysta m.in. parlament irlandzki. Opracowana została w 1819 roku przez statystyka Thomasa Wrighta Hilla i wprowadzona została do wyborów władz samorządowych miasta Adelaide w 1840 roku przez jego syna Rowlanda Hilla. Jest to wielomandatowa metoda proporcjonalna poprzez głos przechodni w której nie występuje system zamkniętych list partyjnych, a parlamentarzyści są niezależni od liderów partii i związani ze swoim regionem.
Pierwsza odmiana ordynacji zamkniętych list partyjnych została wymyślona przez belgijskich socjalistów pod koniec XIX wieku. Być może w mniemaniu jej twórców miała lepiej oddawać preferencje wyborców w okręgach wielomandatowych niż głos przechodni. Prawdopodobnie miała jednak głównie zwiększyć władzę lidera partyjnego wobec podwładnych oraz jego szansę na reelekcję, czyniąc go bardziej niezależnym od wyborców w danym okręgu. Dzięki temu systemowi lider partyjny był w stanie wprowadzić do parlamentu ludzi nieznanych, ale jemu posłusznych, ponieważ o sukcesie wyborczym kandydata zaczęło decydować miejsce na liście, nie zaś jego faktyczna zdolność reprezentowania interesów części ludności.
Podobną do Brytyjskiej Reprezentacji Proporcjonalnej jest australijska ordynacja proporcjonalnego głosu alternatywnego, z tą różnicą, że w przypadku tego drugiego systemu wybór bezpośrednio proporcjonalny wobec preferencji wyborców (a nie pod kątem ilości mandatów rozdzielanych w stosunku do popularności zamkniętych list partyjnych) zachodzi w okręgach jednomandatowych. O proporcjonalności procedury wyborczej stanowi kwestia, czy wynik oddaje preferencje wszystkich głosujących, a nie tylko najliczniejszej grupy osób, które skutecznie wzięły udział w głosowaniu (a więc nie zmarnowały głosu poprzez nieprawidłowe wypełnienie karty lub, w przypadku list partyjnych, nie oddały głosu na ugrupowanie nieprzekraczające progu wyborczego). Osiągnięta więc zostaje poprzez zastosowanie tzw. zamkniętych list partyjnych albo głosowanie indywidualne (na osobę) za pomocą skali rangowej w Brytyjskiej Reprezentacji Proporcjonalnej oraz w australijskim proporcjonalnym głosie alternatywnym. Zarówno w Brytyjskiej Reprezentacji Proporcjonalnej jak i w australijskim proporcjonalnym głosie alternatywnym grupy mniejszościowe decydują o końcowym wyniku wyboru przedstawiciela. Reprezentatywność  grup mniejszościowych jest ważną cechą ordynacji proporcjonalnych takich jak metody list partyjnych bądź jednomandatowe lub wielomandatowe systemy głosu przechodniego.
W tym ostatnim typie procedury wyborczej proporcjonalność uzyskiwana jest zarówno w ramach stosunkowego rozdzielania rangowych głosów wobec kandydatów, jak i poprzez spełniony warunek wyrównanej liczby ludności jednomandatowych okręgów (aspekt równej liczby ludności oraz głosowania rangowego nie pojawia się we wszystkich krajach stosujących jednomandatową ordynację; społeczeństwa te zwykle wykorzystują westminsterską metodę 'pierwszy na mecie' co bywa źródłem przekonania jakoby jednomandatowość wykluczała proporcjonalność wyboru reprezentantów).
Porównując system większościowy 'dwóch/trzech/czterech pierwszych na mecie' z systemem Brytyjskiej Reprezentacji Proporcjonalnej łatwo zauważyć, że jedyną różnicą między metodami wyborczymi, która decyduje o tym czy procedurę wyborczą należy uznać za proporcjonalną lub większościową jest występowanie lub też brak głosowania za pomocą skali rangowej z metodą redukcji najmniej istotnych obserwacji (najmniej pożądanych kandydatów). A zatem występowanie lub brak zastosowania "głosu przechodniego", który może występować zarówno w odmianie wielomandatowej (np. BRP) jak i w jednomandatowym wariancie (np. proporcjonalnym głosie alternatywnym), pozwala rozpoznać czy w typologii ordynacji wyborczych daną ordynację należy umieścić w kategorii ordynacji większościowych czy też proporcjonalnych.
Wyjątkiem o którym należy pamiętać jest głosowanie na zamknięte listy partyjne z formułą D'hondta lub Sainte-Laguë'a, gdzie proporcjonalność wyniku wyborów wobec preferencji wyborców uzyskiwana jest poprzez przydział mandatów parlamentarnych w proporcji do głosów oddanych na daną listę partyjną. Można więc powiedzieć, że system zamkniętych list partyjnych jest kolektywną wielomandatową ordynacją proporcjonalną. Indywidualistyczne ordynacje proporcjonalne i większościowe (takie jak Brytyjska Reprezentacja Proporcjonalna, jednomandatowe 'pierwszy na mecie' lub alternatywnego głosu proporcjonalnego, bądź wielomandatowe 'dwóch/trzech/czterech na podium') wydają się lepiej odzwierciedlać duch demokracji, w której najistotniejszą rolę odgrywają prawa jednostki.

## Charakterystyka
Pierwsza ordynacja proporcjonalna została opracowana w 1819 roku przez Thomasa Wrighta Hilla (ordynacja pojedynczego głosu przechodniego, czyli Brytyjska Reprezentacja Proporcjonalna). System zamkniętych list partyjnych po raz pierwszy zastosowano w Szwajcarii a następnie w Belgii w 1898 roku.
Czysty system z zamkniętymi listami partyjnymi stosowany jest w większości małych krajów europejskich (do 7 mln mieszkańców). W krajach tych brak transparentności tego systemu stanowi mniejszy problem niż w ludnościowo większych państwach, w których centralizacja dostępu do parlamentu prowadzi do silnego efektu dyfuzji odpowiedzialności w szeregach władzy wykonawczej. W celu rozdzielenia mandatów stosuje się różnego rodzaju przeliczenia liczby głosów biorąc pod uwagę przede wszystkim przynależność partyjną kandydatów. Zazwyczaj stosuje się metodę d'Hondta lub metodę Sainte-Laguë.
W efekcie przeliczenia może uzyskać mandat wybrany kandydat, który uzyskał mniej głosów niż kandydat odrzucony. Pomimo tego proporcjonalny system okręgów wielomandatowych z zamkniętymi listami wyborczymi lub osobowym głosowaniem poprzez skalę rangową (wielomandatowa BRP oraz jednomandatowy AV) uważany jest przez dużą grupę socjologów i politologów za lepiej oddający preferencje wyborców niż np. system okręgów jednomandatowych 'pierwszy na mecie'.
Proporcjonalny poprzez głosowanie na listę partyjną system wielomandatowy może prowadzić do paradoksów i nie odzwierciedlać proporcjonalnie woli wyborców gdy stosowane są progi wyborcze oraz arbitralnie konstruowane listy partyjne (dla przykładu: jako środek zaradczy wobec tej drugiej wady systemu zamkniętych list partyjnych, reforma wyborcza z 1998 roku na Słowacji wprowadziła zasadę relatywnych list partyjnych; zgodnie z nią arbitralne listy partyjne obowiązują tylko wobec tych kandydatów na liście którzy nie uzyskali więcej niż 3% głosów w obrębie własnej listy; po przekroczeniu tego progu kandydaci uszeregowani zostają zgodnie z popularnością na liście i liczbą głosów którą uzyskali;
Na Słowacji pozostał jednak problem kandydowania kolektywnego, a więc dostępu i rejestracji w ramach listy partyjnej; od 1998 roku obowiązuje jeden olbrzymi wielomandatowy okręg wyborczy co sprawia, że podobnie jak w innych krajach bloku post-sowieckiego, które po transformacji zastosowały system list partyjnych, do parlamentu dostają się kandydaci popularni w mediach, dysponujący wysokimi zasobami finansowymi partii, nie zaś lokalni działacze społeczni jak to ma miejsce w przypadku małych okręgów jednomandatowych np. dwuturowych we Francji lub jednoturowych okręgów większości względnej w Wielkiej Brytanii). Rozwiązaniem wiążącym proporcjonalność z indywidualnym głosowaniem osobowym jest wielomandatowy system Brytyjskiej Ordynacji Proporcjonalnej oraz jednomandatowa metoda proporcjonalnego głosu alternatywnego.
W wielomandatowych ordynacjach proporcjonalnych zamkniętych list partyjnych (uwagi nie dotyczą więc australijskiego systemu jednomandatowego głosowania proporcjonalnego czy też wielomandatowego głosu przechodniego) cechą charakterystyczną jest oddawanie głosów na listę kandydatów – tzw. listę partyjną, a nie na pojedynczego kandydata (jak w większościowym systemie jednomandatowym, lub proporcjonalnym głosie alternatywnym bądź Brytyjskiej Reprezentacji Proporcjonalnej). W większości krajów stosujących system zamkniętych list partyjnych wyborcy głosują na partie wskazując równocześnie na kandydata w ramach list wyborczych, np. w Polsce, co pozwala zwiększyć wpływ obywateli na osobę reprezentanta parlamentarnego, przez co z danej listy szansę dostania się do sejmu mają wyłącznie kandydaci, którzy skumulowali najwięcej poparcia w ramach swoich list. Charakter wyboru mandatu powoduje jednak, że osoba z listy popularnej partii, która uzyskała kilkakrotnie mniej głosów niż przeciwnik z innej partii, może mimo wszystko zdobyć dany mandat. Dochodzi także do rozmycia odpowiedzialności indywidualnej ponieważ miejsce na liście determinują grona kierownictwa partyjnego. W celu likwidacji tego zjawiska, zamiast zamkniętych list partyjnych można zastosować system Hare'a-Clarka lub jednomandatowy system proporcjonalnego głosu alternatywnego, bądź nieproporcjonalną, jednomandatową metodę 'pierwszy na mecie'.

## System alternatywnego głosu (jednomandatowy z proporcjonalnym wyborem przedstawiciela okręgu)
Pochodną Brytyjskiej Reprezentacji Proporcjonalnej jest ordynacja proporcjonalnego głosu alternatywnego. Jest to szczególny rodzaj jednomandatowej procedury wyborczej. Stosuje się ją m.in. w Australii, a także wyborach prezydenckich w Irlandii oraz w wyborach samorządowych w Stanach Zjednoczonych). W tym systemie wyborca posługuje się skalą rangową.  Dysponuje głosem rangowym, a zatem głosuje szeregując kandydatów na karcie według własnych preferencji (przeważnie numerycznie – 1, 2, 3, itp.). Po zamknięciu lokali wyborczych następuje pierwsze przeliczenie głosów w okręgu po którym wykluczony zostaje kandydat z najmniejszym poparciem, a jego głosy rozdziela się proporcjonalnie do preferencji wyborców (jego głosy trafiają do kandydata który otrzymał na tych kartach preferencję nr 2, następnie 3 itd.). Następuje więc kolejna runda przeliczania głosów po której znowu wykluczony zostaje najsłabszy kandydat. Głosy przeliczane są wielokrotnie, aż do momentu w którym poprzez eliminację najmniej popularnych kandydatów w bezpośredni, proporcjonalny do sympatii wyborczych sposób, wyłoniony zostaje najbardziej preferowany przez wszystkich głosujących obywateli w danym okręgu zwycięzca. Zatem, w tym jednomandatowym systemie proporcjonalny wybór następuje w jednej turze głosowania (ale kilku turach liczenia głosów) i lepiej oddawane są preferencje wyborcze obywateli niż w metodach większościowych (jak np. w odmianie westminsterskiej 'pierwszy na mecie' gdzie brakuje proporcjonalnego odzwierciedlenia opinii obywateli lub w jednomandatowym większościowym systemie francuskim gdzie zanika chęć udziału w wyborach wśród tych głosujących których kandydat nie przeszedł do kolejnej tury). Z drugiej strony jest to jednak system bardziej skomplikowany i mniej transparentny niż system 'pierwszy na mecie'. Tym niemniej wspierany jest przez wielu prominentnych polityków amerykańskich jak Howard Dean czy Ralph Nader jako alternatywę dla obecnie funkcjonującego systemu wyborczego w Stanach Zjednoczonych i w Wielkiej Brytanii (proponowany obecnie przez Partię Liberalną). Specyfika procedury wyborczej w tym systemie faworyzuje polityków umiarkowanych, eliminując znanych kandydatów radykalnych, którzy przy dużym poparciu społecznym mają równocześnie wysoki poziom nieufności wśród pozostałych grup wyborców.

## Mieszany system proporcjonalny (z równoczesnym występowaniem okręgów wielo-, jak i jednomandatowych)
Szczególną odmianą ordynacji proporcjonalnej jest mieszany system zamkniętych list partyjnych z jednomandatowymi okręgami (np. Rosja, Niemcy, Ukraina, Nowa Zelandia). W tym systemie obywatel posiada dwa głosy. Jeden oddaje na osobę wybieraną poprzez jednomandatowe okręgi wyborcze 'pierwszy na mecie'. Drugi głos oddawany jest na listę partyjną (bez możliwości głosowania na osobę w ramach listy jak w Niemczech lub z taką możliwością jak w Nowej Zelandii). Zwycięzcy w ramach jednomandatowych okręgów wyborczych automatycznie uzyskują miejsce. Reszta miejsc natomiast jest rozdzielana według specjalnych wzorów, tak aby część izby odzwierciedlała rozdział głosów oddanych na listy partyjne. W rezultacie tworzy się parlament z dwoma rodzajami mandatów, przy czym te uzyskane z mocy jednomandatowych okręgów wydają się mieć większą siłę gdyż parlamentarzyści ci są bardziej niezależni od gron partyjnych oraz cieszą się większą popularnością społeczną.
Występują różne odmiany mieszanego systemu. Procedury mieszanego systemu różnią się w Niemczech, i w Rosji np. faktem, iż w tym drugim kraju obowiązują milionowe kaucje zaporowe wpłacane przez kandydatów chcących ubiegać się o mandat. Można więc wysnuć wniosek, że o jakości i demokratyczności systemu wyborczego stanowi łatwość indywidualnego kandydowania i równość praw wszystkich kandydatów.

## Inne typy ordynacji proporcjonalnej
Innym sposobem obliczania podziału mandatów w sposób proporcjonalny jest tzw. ordynacja głosu przechodniego (Brytyjska Reprezentacja Proporcjonalna). Stosowana jest w wyborach parlamentarnych w Irlandii, w wyborach samorządowych w Stanach Zjednoczonych oraz w wyborach senackich i samorządowych w Australii.
Jeszcze inną odmianą ordynacji proporcjonalnej jest niezwykle rzadko spotykany jednookręgowy system (system jednego okręgu wyborczego). W rezultacie wszyscy kandydaci są przedstawiani obywatelom całego kraju, którzy głosują na poszczególne osoby. System ten pozwala na doskonałe odzwierciedlenie preferencji wyborczych obywateli i właściwie nie ma przypadkowych mandatów. W kraju o liczebnym parlamencie i ludności system ten jest nie do zaimplementowania (w polskich warunkach, gdyby 10 partii wystawiło po 460 kandydatów mielibyśmy 4600 kandydatów, a więc przeglądanie kart do głosowania byłoby niezwykle kosztowne w sensie energetycznym jak i czasochłonne).
Ordynacja proporcjonalna (a zatem zarówno system zamkniętych list wyborczych, jak i Brytyjska Reprezentacja Proporcjonalna oraz Proporcjonalny Głos Alternatywny) w przeciwieństwie do większościowej ordynacji powoduje zrzeszanie się zbliżonych poglądowo grup po wyborach (a nie przed). Dzieje się to podczas tzw. "targów koalicyjnych" trwających zazwyczaj kilka dni lub tygodni (choć znane są przypadki, że trwały nawet rok).